# 武岡淳一
武岡 淳一（たけおか じゅんいち、1955年2月25日 - ）は、東京都出身の男性俳優、声優。所属していた明治座アートクリエイトの解散、株式会社「みんなのS」所属を経て、現在はフリー。

## 人物
10歳から劇団に所属し、劇団東京壱組には1995年の解散まで参加していた。

## 出演

### テレビドラマ
- 旅路（NHK、1967年 - 1968年）
- アイウエオ（NHK、1967年 - 1969年）
- アイウエオ・総集編（NHK、1969年）
- 頑張れ!かあちゃん（NET、1969年）
- 女優 わが道（NHK、1969年）
- 満員御礼（NHK、1972年）
- 飛び出せ!青春（NTV） - 中尾洋一
  - 第4話「やるぞ見ていろカンニング」、第14話「月光仮面は正義の味方!!」、第30話「あなたがいなくなると私は淋しい…」ほか、準レギュラー
- 泣くな青春 第17話「さらば番長」（CX、1973年）
- 太陽にほえろ!（東宝 / NTV）
  - 第83話「午前10時爆破予定」（1974年） - 安西成夫
  - 第130話「鳩が呼んでいる」（1975年） - 前川克巳
  - 第171話「暴走」（1975年） - 吉沢則夫
  - 第678話「山村刑事の報酬なき戦い」（1986年） - 医師
- 太陽ともぐら（第2シリーズ）（CX、1975年）
- 俺たちの旅 第23話「ついに東大に入りました!?」（NTV、1976年） - 滝田
- 事件ファイル110 甘ったれるな（TBS、1976年）
- 花王愛の劇場 君恋し 第37話（TBS、1976年）
- 炎の家 愛は二度生まれる（KTV、1978年）
- 七人の刑事 第40話（TBS、1978年 - 1979年）
- 幸福駅周辺（NHK、1978年）
- 銭形平次（CX）
  - 第601話「父と娘」（1977年） - 常吉
  - 第704話「もう一つの過去」（1980年） - 仙太
  - 第814話「妻からの告発」（1982年）
- 若き血に燃ゆる〜福沢諭吉と明治の群像（TX、1984年）
- 鬼龍院花子の生涯（TBS、1984年）
- 火曜サスペンス劇場（NTV）
  - ロープ殺人事件（1985年）
- 隠しカメラの人妻（ANB、1985年）
- 黒真珠の美女 江戸川乱歩の「心理試験」（ANB、1985年）
- 二人なら生きられる（YTV、1985年）
- 誇りの報酬 第3話「賭けをするなら命がけ」(NTV、1985年) - 松山
- 探偵・神津恭介の殺人推理 血ぬられた薔薇（ANB、1986年）
- 初婚・再婚・二人三脚（YTV、1986年）
- ドラマ女の手記「女ふたり・半分だけ嫁姑」（TX、1987年）
- 注文の多い料理店（TX、1990年）
- 毛利元就（NHK、1997年） - 本城常光（尼子家家臣）
- アフリカの夜 第4話（CX、1999年）
- 幼稚園ゲーム2〜社宅篇〜（TBS、2002年）
- TEAM 第3シリーズ（CX、2002年）
- 柳生十兵衛七番勝負 島原の乱 第6話（NHK、2006年）
- 渡る世間は鬼ばかり（第9・10シリーズ）（TBS、2008年、2011年） - 大井道隆
- 水曜ミステリー9（TX）
  - 鉄道警察官・清村公三郎9 特急ゆふいんの森号 九州大分殺人ルート（2012年） - 高木敦
- 渡る世間は鬼ばかり ただいま 2時間スペシャル（TBS、2012年9月）
- 渡る世間は鬼ばかり 2週連続スペシャル（TBS、2013年5月）
- 森光子を生きた女（CX、2014年5月）

### 映画
- 絶唱（山口百恵版：1975年、東宝） - 笹本卓治

### テレビアニメ
- 海底超特急マリンエクスプレス（ロック）
- 科学救助隊テクノボイジャー（火鷹雷児[3]）
- ムーの白鯨（剣[4]）
- るろうに剣心 -明治剣客浪漫譚-（シュナイダー少尉）
- 鉄腕アトム（光一）

### ラジオドラマ
- 青春アドベンチャー「狩人たち」（狩谷海人）、「平成トムソーヤ」（島田幸一）、「バナナ・フィッシュ」（オーサー）、「ウェディング・ウォーズ」（猪川）、「ジャンヌ」（王太子ルイとジル・ドレーの二役）、「カムイ外伝」（ハヤネと子分と追忍の三役）、「続・カムイ外伝」（駒蔵）、「時間泥棒」（グラウス博士と技師と巡査の三役）、「二役は大変！」（バート / アート・ドッジ）、「ブラジルから来た少年」（クラウス・パルメン）、「ダーク・ウィザード―蘇りし闇の魔道士―」（ウェンリーク）、「エデン2185」（クウィンとパイロットとサブデッキクルーの三役）

### CD
- BANANAFISH（フレデリック・オーサー）
- カムイ外伝（ハヤネと子分と追忍の三役）
- 続・カムイ外伝（駒蔵）
- ダーク・ウィザード―蘇りし闇の魔導士―（ウェンリーク）

### 舞台
- ソング・オブ・サイゴン
- 大草原の小さな家
- ミー&マイガール（2003年・2006年・2009年） - パーチェスター
- ペーパームーン
- 放浪記（2005年）
- 晩秋（2009年、明治座） - 小林医師
- 新春人生革命（2010年、帝国劇場）
- モーツァルト!（2007年・2010年・2014年） - アルコ伯爵
- ニューヨークに行きたい!!（2011年）
- ええから加減（2012年）
- かたき同志（2013年）
- さくら橋（2013年 新橋演舞場）
- エニシング・ゴーズ（2013年10月、帝国劇場 他） - 船長
- 母をたずねて膝栗毛（2014年）
- きりきり舞い（2014年）
- 令和千本桜 義経と弁慶（2021年）
- 明治座 大祝祭（2023年）
- 赤ひげ（2023年）[5]